# GLT8D1
GLT8D1 (англ. Glycosyltransferase 8 domain containing 1) – білок, який кодується однойменним геном, розташованим у людей на 3-й хромосомі. Довжина поліпептидного ланцюга білка становить 371 амінокислот, а молекулярна маса — 41 935.
| 10         |  | 20         |  | 30         |  | 40         |  | 50         |
| ---------- |  | ---------- |  | ---------- |  | ---------- |  | ---------- |
| MSFRKVNIII |  | LVLAVALFLL |  | VLHHNFLSLS |  | SLLRNEVTDS |  | GIVGPQPIDF |
| VPNALRHAVD |  | GRQEEIPVVI |  | AASEDRLGGA |  | IAAINSIQHN |  | TRSNVIFYIV |
| TLNNTADHLR |  | SWLNSDSLKS |  | IRYKIVNFDP |  | KLLEGKVKED |  | PDQGESMKPL |
| TFARFYLPIL |  | VPSAKKAIYM |  | DDDVIVQGDI |  | LALYNTALKP |  | GHAAAFSEDC |
| DSASTKVVIR |  | GAGNQYNYIG |  | YLDYKKERIR |  | KLSMKASTCS |  | FNPGVFVANL |
| TEWKRQNITN |  | QLEKWMKLNV |  | EEGLYSRTLA |  | GSITTPPLLI |  | VFYQQHSTID |
| PMWNVRHLGS |  | SAGKRYSPQF |  | VKAAKLLHWN |  | GHLKPWGRTA |  | SYTDVWEKWY |
| IPDPTGKFNL |  | IRRYTEISNI |  | K          |  |            |  |            |

A: Аланін

C: Цистеїн

D: Аспарагінова кислота

E: Глутамінова кислота

F: Фенілаланін

G: Гліцин

H: Гістидин

I: Ізолейцин

K: Лізин

L: Лейцин

M: Метіонін

N: Аспарагін

P: Пролін

Q: Глутамін

R: Аргінін

S: Серин

T: Треонін

V: Валін

W: Триптофан

Кодований геном білок за функціями належить до трансфераз, глікозилтрансфераз. 
Задіяний у такому біологічному процесі, як альтернативний сплайсинг. 
Локалізований у мембрані.